# Frank D. Scott

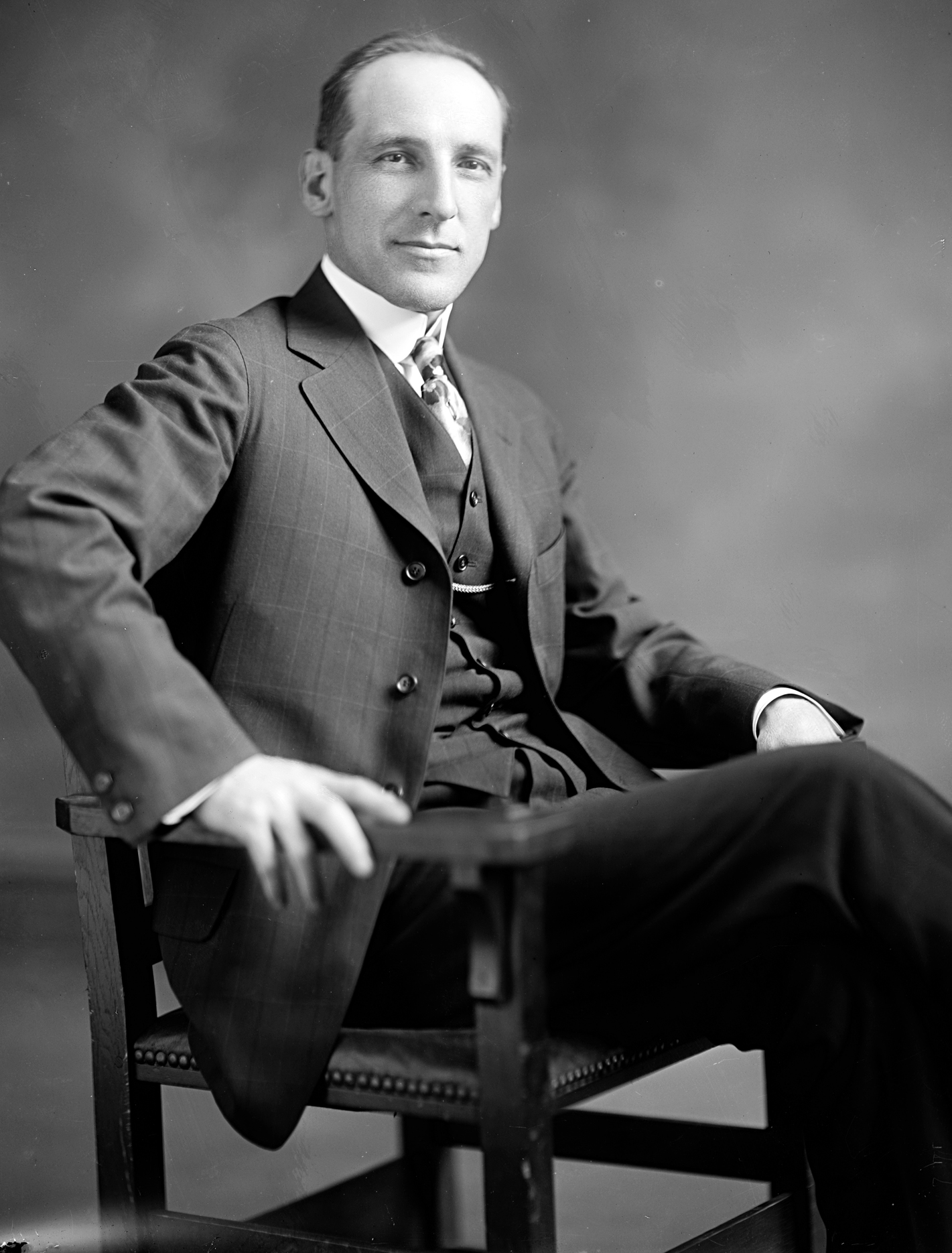
Frank D. Scott

Frank Douglas Scott (* 25. August 1878 in Alpena, Michigan; † 12. Februar 1951 in Palm Beach, Florida) war ein amerikanischer Politiker in der Republikanischen Partei. Zwischen 1915 und 1927 vertrat er den Bundesstaat Michigan im Repräsentantenhaus.

## Werdegang
Frank Scott besuchte die öffentlichen Schulen seiner Heimat. Nach einem anschließenden Jurastudium an der University of Michigan in Ann Arbor und seiner im Jahr 1901  erfolgten Zulassung als Rechtsanwalt begann er in Alpena in seinem neuen Beruf zu arbeiten. In den Jahren 1903 und 1904 war er juristischer Vertreter dieser Gemeinde. Von 1906 bis 1910 arbeitete er als Staatsanwalt.
Politisch war Scott Mitglied der Republikanischen Partei. Zwischen 1911 und 1914 saß er im Senat von Michigan, dessen Präsident er seit 1913 war. Bei den Kongresswahlen des Jahres 1914 wurde er im elften Wahlbezirk von Michigan in das US-Repräsentantenhaus in Washington, D.C. gewählt, wo er am 4. März 1915 die Nachfolge von Francis O. Lindquist antrat. Nach fünf Wiederwahlen konnte er bis zum 3. März 1927 sechs Legislaturperioden im Kongress absolvieren. In diese Zeit fiel der Erste Weltkrieg. In den Jahren 1919 und 1920 wurden der 18. und der 19. Verfassungszusatz verabschiedet. Von 1925 bis 1927 leitete Scott den Ausschuss, der sich mit der Handelsmarine und Fischereifragen befasste.
1926 wurde Frank Scott von seiner Partei nicht mehr zur Wiederwahl nominiert. In den folgenden Jahren blieb er in der Bundeshauptstadt Washington, wo er als Anwalt arbeitete. Er starb am 12. Februar 1951 in Palm Beach und wurde in seinem Geburtsort Alpena beigesetzt.